# لودویک گوتین
لودویک گوتین (فرانسوی: Ludovic Gotin‎؛ زادهٔ ۲۵ ژوئیهٔ ۱۹۸۵) بازیکن فوتبال اهل فرانسه است.
وی همچنین در تیم ملی فوتبال گوادلوپ بازی کرده‌است.